# Pfarrkirche Kaprun

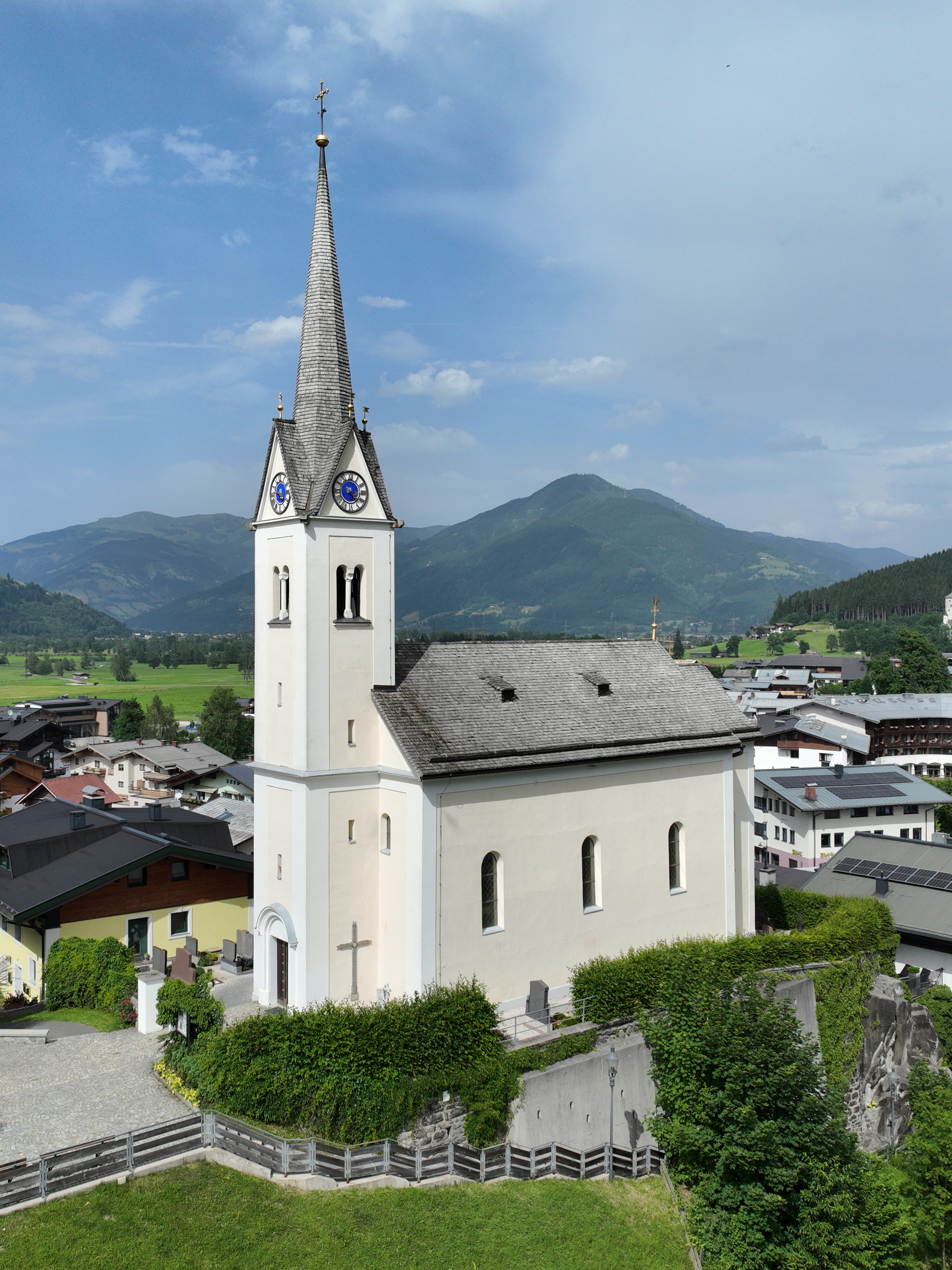
Die katholische Pfarrkirche in Kaprun

Die Pfarrkirche Kaprun, auch St. Margaretha auf dem Stein genannt, ist die römisch-katholische Pfarrkirche der Pfarre Kaprun. Kaprun ist eine Gemeinde im Pinzgau des Landes Salzburg. Die Pfarre gehört zum Dekanat Stuhlfelden der Erzdiözese Salzburg. Patronin der Kirche ist die heilige Margareta von Antiochia.
Die Ursprünge der Kirche sind unklar. Sie dürften aber bis in das 12. Jahrhundert zurückreichen, als sie als Filiale der Mutterpfarre Piesendorf errichtet wurde. Erstmals urkundlich erwähnt wurde die Kirche allerdings erst im Jahr 1409. Seit 1862 ist sie eine eigenständige Pfarrkirche. In den letzten Jahren des 19. Jahrhunderts wurde die alte Kirche umgestaltet, wobei das Langhaus fast vollständig abgetragen und durch einen Neubau ersetzt wurde.
Die Pfarrkirche von Kaprun ist eine in einem neuromanisch-neugotischen Mischstil gestaltete Saalkirche. Sie hat einen im Nordwesten in das Langhaus eingestellten Kirchturm mit Spitzgiebelhelm sowie eine nördlich an den Chor angebaute Sakristei. Ab der zweiten Hälfte des 20. Jahrhunderts kam es immer wieder zu Restaurierungs- und Instandhaltungsarbeiten. Dabei wurden unter anderem die alten Wandmalereien wiederhergestellt. Zu den ältesten Objekten in der Kirche zählen zwei Heiligenfiguren aus dem 15. Jahrhundert an den Langhauswänden. Die Altäre und der Großteil des Kircheninventars stammen aus dem 19. und dem 20. Jahrhundert.

## Lage
Die Kirche steht im nördlichen Teil der Gemeinde Kaprun über dem Ortszentrum auf einem Felssporn am Westufer der Kapruner Ache, auf einer Seehöhe von 785 m ü. A. Der Felssporn, auch als Kirchbichl bezeichnet, ist ein nach Nordwesten streichender Ausläufer der Dreiwallnerhöhe. Direkt westlich der Kirche befindet sich der Kirchplatz mit dem Friedhof, dem Mesnerhaus, dem Pfarrhof sowie dem Heimatmuseum Kaprun. Die Kirche hat die Adresse Kirchplatz 11. Südlich der Kirche führt eine Treppe entlang des Felsens von der Sigmund-Thun-Straße zum Kirchplatz hoch.

## Geschichte

### Ursprünge bis zur Pfarrerhebung
Wann in Kaprun die erste Kirche errichtet wurde, ist unsicher. Als der Salzburger Erzbischof Adalbert II. 931 seine Güter in Chataprunin an den Priester Engelbert und dessen Sohn Luitfried übergab, wurde noch keine Kirche erwähnt. Das Patrozinium der heiligen Margareta von Antiochia lässt auf eine Kirchengründung im späteren Hochmittelalter, vermutlich noch im 12. Jahrhundert, schließen. Die Verehrung von Margareta wurde unter anderem von Agnes von Poitou, der Frau Kaiser Heinrichs III., gefördert und könnte auch durch die ab 1098 heimkehrenden Kreuzritter aus dem Byzantinischen Reich mitgebracht und in der Heimat verbreitet worden sein.
Eine Kirche in Kaprun ist allerdings erstmals 1409 als St. Margaretha auf dem Stein in einem Ablassbrief schriftlich erwähnt. Damals war sie eine Filiale der Mutterpfarre Piesendorf. Die Kapruner Bevölkerung wurde ab 1556 von einem der Piesendorfer Kapläne mitbetreut, die teilweise auch im örtlichen Mesnerhaus wohnten. Erst durch die Schaffung eines Vikariats im Jahr 1624 gab es in Kaprun einen dort dauerhaft ansässigen Seelsorger. Allerdings dürften diese Seelsorger bei der Bevölkerung eher unbeliebt gewesen sein, da sie immer wieder bei den kirchlichen Behörden in Salzburg über die schlechten Zustände in Kaprun klagten. Der Baumeister Oswald Stuelebner wurde 1722 mit der baulichen Umgestaltung des Kirchengebäudes beauftragt. So ersetzte er unter anderem den hölzernen Dachreiter durch einen gemauerten Turm mit Zwiebelhelm an der Westseite des Langhauses. Im Jahr 1736 wurden neue Altäre aufgestellt.

### Ab der Pfarrerhebung

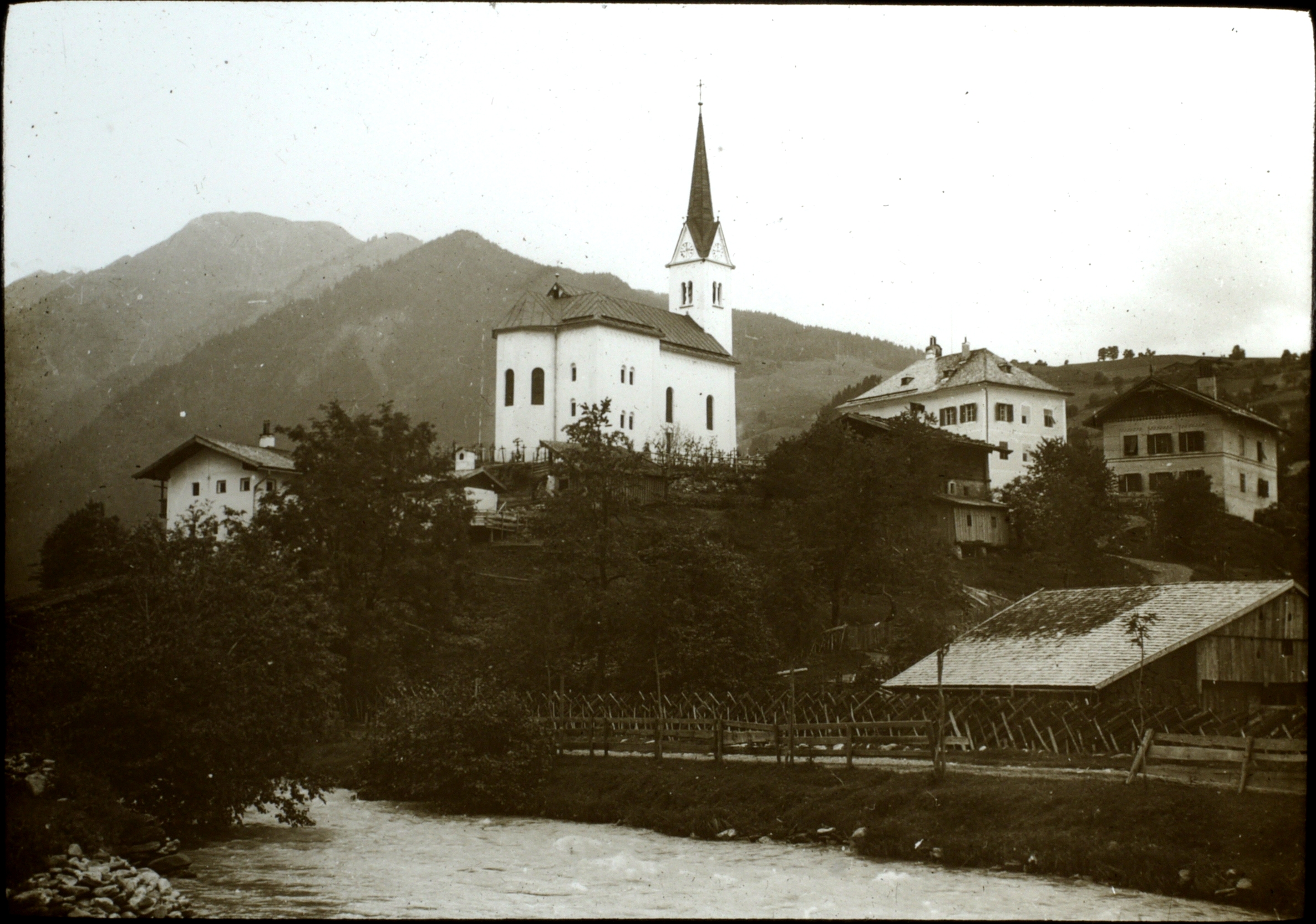
Blick von der Kapruner Ache auf die Kirche, 1903

Kaprun wurde 1862 auf Grundlage eines Erlasses der Regierung des Kaisertums Österreich zur Pfarre erhoben und mit Georg Wieland wurde der letzte Vikar zum ersten Pfarrer. Zu dieser Zeit war die Kirche baufällig und Dachstuhl und das Gewölbe standen kurz vor dem Einsturz. Nachdem es zusätzlich zu einem Blitzschaden gekommen war, wurde die Kirche unter Pfarrer Josef Mangst ab 1898 neugestaltet. Wie damals üblich wurde dabei das gesamte Bauwerk bis auf die Grundmauern abgetragen und unter Nachahmung der alten Stile neu errichtet. Die Pläne für den Neubau stammten von dem Mittersiller Baumeister Ferdinand Ranggetiner und die Arbeiten wurden von Jacob Menis aus Zell am See ausgeführt. Der Kirchturm wurde nicht abgetragen, aber sein Zwiebelhelm entfernt. Das neue Kirchenschiff wurde höher als das alte und auch die Sakristei wurde aufgestockt.
Die Kosten für den Umbau fielen mehr als dreimal so hoch aus wie ursprünglich geplant, sodass der Pfarrer mit zahlreichen Schuldscheinen bei der Diözese, aber auch bei reicheren Pfarren Geld aufnahm. Außerdem wurde versucht, durch den Verkauf der Einrichtung Geld einzunehmen. So wurden etwa die Seitenaltäre an die Pfarre Forstau und der barocke Aufbau des Hochaltares an die Pfarre St. Ulrich am Pillersee verkauft. Das alte, von Franz Xaver Kurz gemalte Hochaltarbild, das die heilige Margareta zeigt, blieb aber bei der Pfarre und befindet sich heute in der Kapruner Burgkapelle. Der letzte der Schuldscheine wurde 1926 beglichen. Um 1910 wurde das Kircheninnere von Virgil Groder ausgemalt. Der Neubau wurde unter anderem 1913 vom Weihbischof Ignatius Rieder besucht.
Während des Zweiten Weltkrieges wurden zahlreiche christliche Zwangsarbeiter, die am Bau der Kraftwerksgruppe Kaprun beteiligt waren, auf dem Friedhof von Kaprun bestattet. Der damalige Pfarrer Johann Berschl ließ aber auch Zwangsarbeiter mit unbekannter Religionszugehörigkeit auf dem Friedhof bestatten. Dadurch reichte der Platz bald nicht mehr aus, so dass im Dezember 1944 der neue Gemeindefriedhof westlich der Kirche eröffnet wurde. Im Krieg wurden Teile der Ausstattung der Burgkapelle, so etwa zwei Heiligenfiguren, zum Schutz in die Pfarrkirche verbracht, nachdem Mitglieder der Hitlerjugend die Kapelle einige Mal geschändet und schwer beschädigt hatten. Bei der Renovierung und Neugestaltung des Innenraums der Pfarrkirche im Jahr 1961 wurden, den vorherrschenden ästhetischen Trends jener Zeit entsprechend, als überladen und kitschig empfundene Dekorationsmalereien mit weißer Farbe übermalt. Zudem erfolgte der Austausch der beiden Seitenaltäre. Im selben Jahr kamen bei Ausgrabungen an der Südseite der Kirche und um die Sakristei Fundamentreste zum Vorschein, die von einem Vorgängerbau stammen könnten, die aber nicht genauer untersucht wurden. Weitere Renovierungsarbeiten an der Außenseite erfolgten 1971 und 1978 erneut innen. Bei dieser Renovierung wurden Teile der alten Wandmalereien wieder freigelegt. Nach Frostschäden am Dach und an der Nordmauer der Kirche wurde das Gebäude 2006 und 2007 neu verputzt und eingedeckt. Diesen Arbeiten folgte 2008 und 2009 eine Innenrestaurierung, bei der ein Großteil der Wandmalereien wiederhergestellt wurde.

## Architektur
Das Gebäude ist eine einschiffige Saalkirche mit einem hohen Kirchturm. Es ist nach Südosten ausgerichtet und hat eine im Norden an den Chor angebaute zweigeschoßige Sakristei. Im Nordwesten ist der Kirchturm in die Giebelfassade des Kirchenschiffes eingestellt. Das gesamte Bauwerk steht zusammen mit dem umgebenden alten Friedhof unter Denkmalschutz (Listeneintrag).

### Außenbeschreibung
Die Außenwände der Kirche sind einfach gehalten, glatt verputzt und werden durch geputzte Ecklisenen und Putzbänder gegliedert. Unter der Dachtraufe verläuft eine Hohlkehle um das ganze Gebäude. Das Kirchenschiff hat ein Satteldach; es ist wie das Walmdach des Chors und das Zeltdach der Sakristei mit Schindeln gedeckt. Die Wandfläche zwischen dem Langhausdach und dem niedriger liegenden Chordach ist ebenfalls mit Schindeln verkleidet. Auf die Dachfläche des Kirchenschiffes sind an der Nord- und an der Südseite je zwei Dachgauben aufgesetzt. Auf dem Dachgrat des Langhauses steht im Osten eine Kugel mit einem Kreuz und darauf aufgesetztem Wetterhahn. Durch je drei rundbogige Fenster an der Nord- und Südseite fällt Licht in das Langhaus. Die Westseite des Langhauses hat links und rechts vom Turm je ein kleineres Rundbogenfenster auf Höhe der Empore. Der Chor hat vier Rundbogenfenster, eines an der Südseite sowie drei im Chorschluss. An der Nordwand der Sakristei sind je Geschoß zwei Rechteckfenster in Rundbogennischen eingelassen sowie an der Westwand eines und an der Ostwand in den beiden Obergeschoßen zwei. Östlich der Sakristei ist an die Nordwand des Langhauses ein überdachter Anbau angesetzt. Er ist an der Nordseite offen. Das mit Blech gedeckte Pultdach ruht auf zwei breiteren Pfeilern mit je zwei Rundbogennischen. Der Anbau führt zur Eingangstür an der Westwand der Sakristei sowie zu einem Eingangsportal an der Nordwand des Langhauses. Durch ein Portal an der Nordseite der Sakristei, das in eine Rundbogennische eingelassen ist, ist eine Lourdesgrotte zugänglich. An der Westseite des Langhauses hängt ein Kruzifix unter einem mit Schindeln gedeckten Pultdach.
Der Kirchturm ist in die Westfassade der Kirche eingestellt. Er ist wie das Kirchenschiff glatt verputzt und gegliedert. Die umlaufende Hohlkehle des Kirchenschiffes wird als Gesims fortgeführt. Der Turm hat einen mit Schindeln gedeckten Spitzgiebelhelm aus dem 19. Jahrhundert. Das Dach endet in einer Turmkugel mit einem 1899 geschmiedeten Kreuz. Die Spitzen der vier Giebelseiten des Helmes tragen als Zier eine Kugel mit darauf stehender Metallfahne. Durch ein Portal in einer Rundbogennische an der Westseite des Turms kommt man in die Turmhalle. Licht gelangt an der Nord-, West- und Südseite durch je zwei übereinander angeordnete rechteckige Wandöffnungen in den Turm. Die Schallöffnungen unter dem Helm auf Höhe der Glockenstube sind an allen vier Turmseiten als Biforenfenster gestaltet. In den Flächen der Dreiecksgiebel ist auf allen vier Seiten ein Ziffernblatt der Turmuhr angebracht. An der Südseite des Turmes hängt ein Kreuz.
Die Kirche umgibt der Friedhof der Pfarre mit Einfriedungsmauer.

### Innenraum

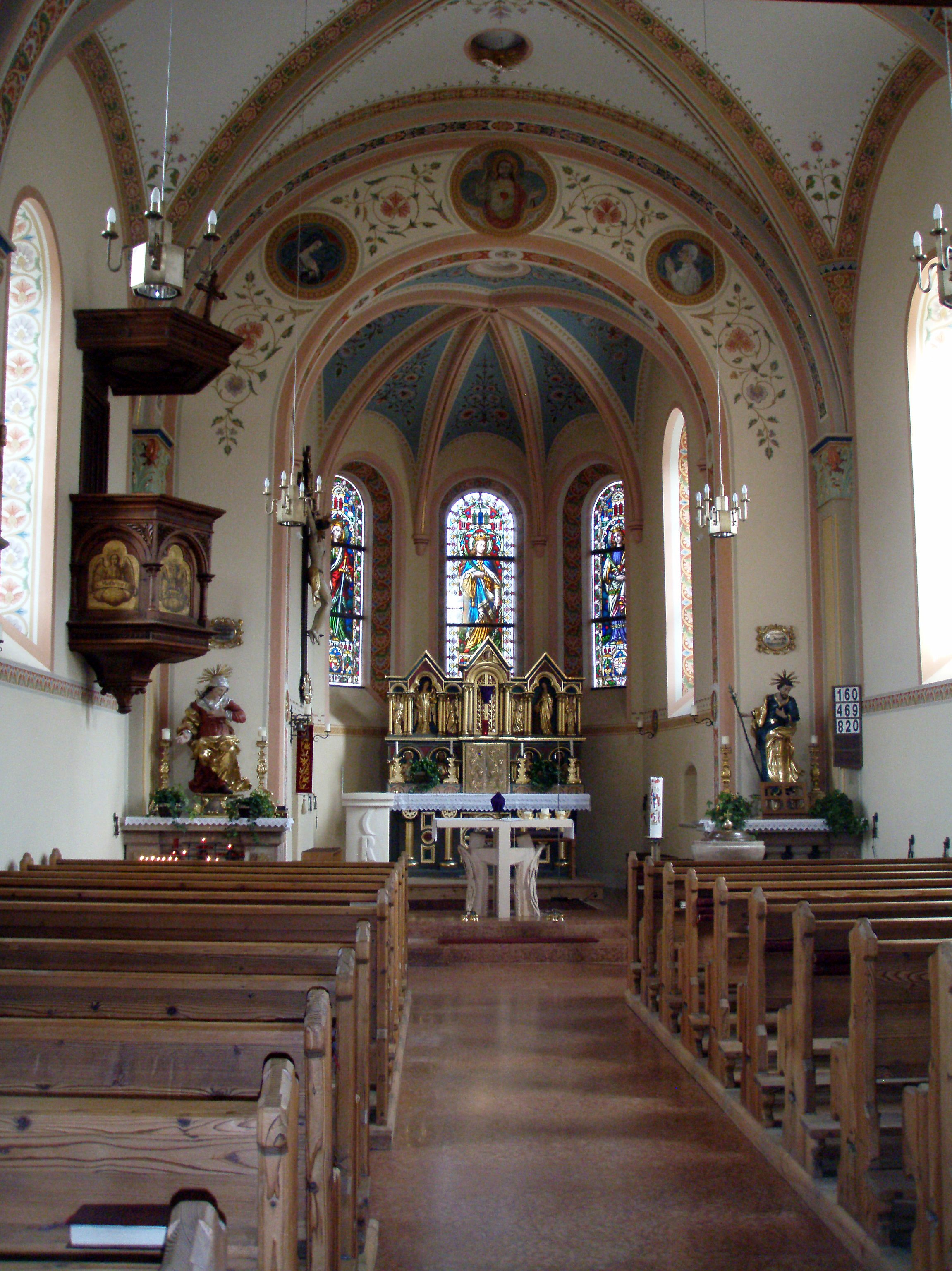
Blick durch das Langhaus auf den Chor

Das 1898/99 erbaute dreijochige Langhaus ist teils neuromanisch, teils neugotisch gestaltet. Einfache flache Wandpfeiler mit Blattkapitellen tragen ein Kreuzrippengewölbe mit Gurtbögen. Im östlichen Joch befindet sich ein Heiliggeistloch. Die flache hölzerne Empore im westlichen Joch des Langhauses ist über eine Treppe an der Südseite des Langhauses zugänglich. Die quadratische Turmhalle des im Westen an das Langhaus angebauten Turmes hat ein Kreuzgratgewölbe. Eine Tür führt unterhalb der Empore in das Langhaus.
Ein stark eingezogener, rundbogiger Fronbogen trennt den schmäleren einjochigen Chor mit dreiseitigem Schluss vom Langhaus. Ihm gegenüber ist der Chor um zwei Stufen erhöht. Wie das Langhaus wird auch das Chorjoch von einem Kreuzrippengewölbe überspannt. Die sechs Kreuzrippen des Gewölbes lagern dabei auf profilierten Konsolen. Im Norden ist die Sakristei an den Chor angebaut; sie ist durch eine Tür vom Chor aus zu erreichen. In die Südwand des Chores ist eine kleine Rundbogennische eingelassen.

## Ausstattung

### Chorbereich
Der neugotische Hochaltar hat ein niedriges hölzernes Altarretabel und dient als Sakramentsaltar. Das Retabel steht auf einer Mensa, die von vier Säulen gestützt wird. Es wurde vermutlich von dem Kirchenmaler und Altarbauer Virgil Groder oder dem Schnitzer Vinzenz Pezzei gefertigt. In der Mitte der Frontseite des Altarunterbaus ist ein Medaillon mit einer Darstellung eines Pelikans angebracht, der sich mit seinem Schnabel an der Brust verletzt, um mit seinem Blut seine drei Jungen zu ernähren. Diese Figur stammt aus dem Physiologus und ist ein Symbol für den Opfertod und die Auferstehung Jesu. Im Zentrum des Altarretabels steht das Tabernakel, dessen Tür mit Ähren und Trauben, der Elemente der Eucharistie, verziert ist. Das Tabernakel wurde erst 1959 angekauft und nachträglich in den Altar eingefügt. Auf beiden Seiten des Tabernakels befinden sich in Rundbögen als Reliefs ausgeführte Brustbilder der vier Evangelisten. Der obere Bereich des Retabels hat Nischen mit auf Säulen aufsitzenden Rundbögen und drei Spitzgiebeln. Die Nische in der Mitte über dem Tabernakel, das Expositorium, ist die größte und kann mit einer Tür verschlossen werden. Bei sakramentalen Andachten bietet sie Platz für das Allerheiligste in der Monstranz und sonst für das Altarkreuz. In den Nischen links und rechts davon stehen zwei Figuren, der Erzengel Gabriel und Maria, der Gabriel die Geburt Jesu verkündet. Beide Figuren werden von jeweils zwei kleineren Engelsfiguren flankiert.
Der Volksaltar aus Ahornholz wurde 2009 von dem Tiroler Bildhauer Erich Rupprechter geschaffen. Er hat die Form eines von zwei Engeln gehaltenen T-Kreuzes. Der Ambo wurde 2009 von Anton Thuswaldner aus hellem Kärntner Marmor gestaltet. Seine Vorderseite ziert der Schriftzug CREDO.
An der Nordwand des Chors hängt ein barockes Kruzifix aus der ersten Hälfte des 18. Jahrhunderts. Die drei Fenster im Chorschluss zeigen figürliche Darstellungen der heiligen Jungfrauen Katharina von Alexandrien, der Margareta von Antiochia und der Barbara von Nikomedien, die alle drei zu den vierzehn Nothelfern gezählt werden. Das Fenster an der Südwand des Chors hat keine Verzierungen. Alle vier Fenster wurden 1898 geschaffen.
Wie die Wände des Langhauses so zieren auch die Chorwände und die Gewölbenischen von Virgil Groder um 1910 gemalte Ornamentbänder und Blüten- und Blattranken.

### Langhaus

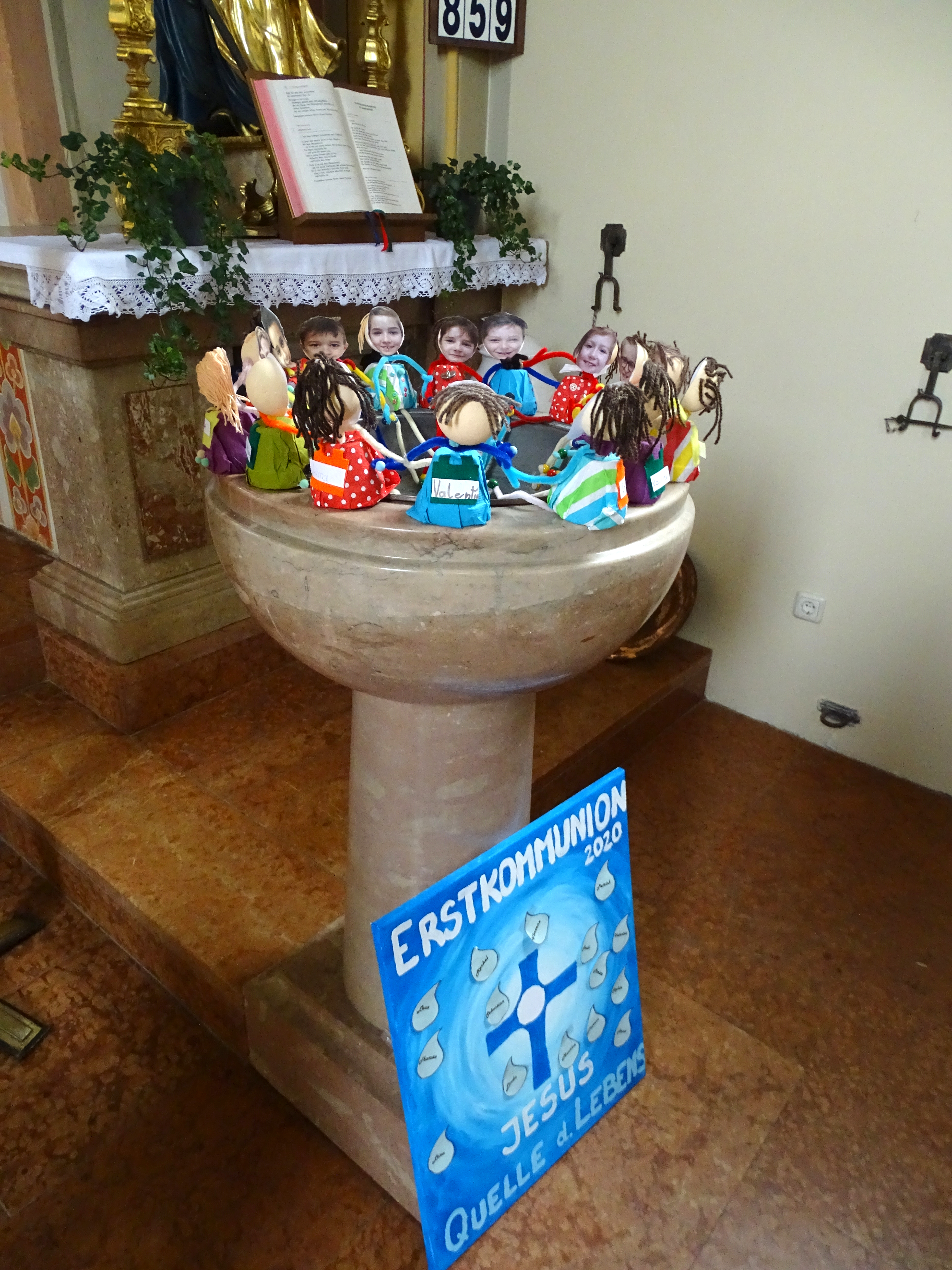
Von den Erstkommunionkindern der Pfarre gestaltetes Taufbecken

Da die ursprünglichen Seitenaltäre 1898 im Rahmen des Kirchenneubaues verkauft worden waren, wurden 1915 an beiden Enden des Fronbogens zwei neue Seitenaltäre von Vinzenz Pezzei aufgestellt; 1961 wurden sie durch marmorne Teile der ehemaligen Kommunionbank ersetzt. Diese Kommunionbank war ursprünglich 1833 in der Pfarrkirche Saalfelden errichtet worden und kam 1865 nach Kaprun. Auf dem linken Seitenaltar steht zwischen zwei Kerzenständern eine barocke Figur einer knienden Schmerzensmutter aus dem 18. Jahrhundert. Eine ebenfalls im 18. Jahrhundert gefertigte und von zwei Kerzenständern flankierte barocke Figur des heiligen Josef steht auf dem rechten Seitenaltar. Beide Figuren wurden 1961 der Pfarre Eben im Pongau abgekauft. Vor dem rechten Seitenaltar steht das Taufbecken der Kirche.
Die neuromanische Kanzel hängt an der Nordwand des östlichen Langhausjoches. Sie könnte von Virgil Groder oder Vinzenz Pezzei gefertigt worden sein. An ihrem Korb sind die Symbole der vier Evangelisten angebracht. Am nördlichen Wandpfeiler steht eine Figur der heiligen Barbara auf einer Konsole. Sie wurde nachträglich umgestaltet und stellte ursprünglich wahrscheinlich Maria Magdalena dar. Auf dem Wandpfeiler an der gegenüberliegenden Seite steht eine Figur der heiligen Katharina. Beide Figuren sind spätgotisch und stammen aus dem späten 15. Jahrhundert. Sie befanden sich ursprünglich in der Burgkapelle Kaprun, wurden aber während des Zweiten Weltkrieges hierher überstellt. Auf beiden Seiten des Langhauses hängen 14 auf Blech gemalte Kreuzwegbilder, die in die Wandmalereien einbezogen sind.
Die Langhauswände, aber auch das Gewölbe wurden von Virgil Groder um 1910 mit Ornamentbändern und Blüten- und Blattranken ausgemalt. Am Fronbogen sind drei Medaillons mit halbfigürlichen Darstellungen aufgemalt. Das Porträt in der Mitte zeigt das Herz Jesu, während das linke Margareta Maria Alacoque und das rechte Papst Leo XIII. darstellt. In den zwölf Feldern der Emporenbrüstung sind halbfigürliche Darstellungen der elf männlichen Nothelfer eingelassen, die durch eine Darstellung des heiligen Florian ergänzt werden. An der Wand über der Tür zur Turmhalle ist der Schriftzug „Das Auge des Herrn sieht auf die Gerechten“ aufgemalt.

### Turmhalle
An der Nordwand der Turmhalle hängt eine Erinnerungstafel an Pfarrer Josef Mangst, der den Kirchenneubau organisierte. An der gegenüberliegenden Wand ist ein Kriegerdenkmal angebracht. Es erinnert an die im Zweiten Weltkrieg gefallenen Bürger der Gemeinde. Auf beiden Seiten eines Kreuzes sind dabei Bilder und Namen der Gefallenen angebracht.

### Lourdes-Grotte oder Lourdes-Kapelle
Im Untergeschoß der Sakristei befindet sich eine Lourdes-Grotte oder Lourdes-Kapelle, die als Ort des stillen Gebetes, aber auch dem Totengedenken dient. Sie war ursprünglich eine Totenkapelle. In einer Nische an der Ostseite wurde die Grotte von Lourdes mit einer Madonnenfigur nachgebildet. Links und rechts der Nische hängen Holztafeln, an denen die Totenzettel der kürzlich verstorbenen Gemeindemitglieder aufgehängt werden. Im selben Raum steht eine um 1700 geschaffene barocke Figur des Christus in der Rast. Diese Figur dürfte ursprünglich vor der Umgestaltung zur Grotte in der Nische gestanden haben. An den Wänden sind die Grabsteine der Seelsorger angebracht, die vom 17. bis in das 19. Jahrhundert in Kaprun wirkten.

## Orgel

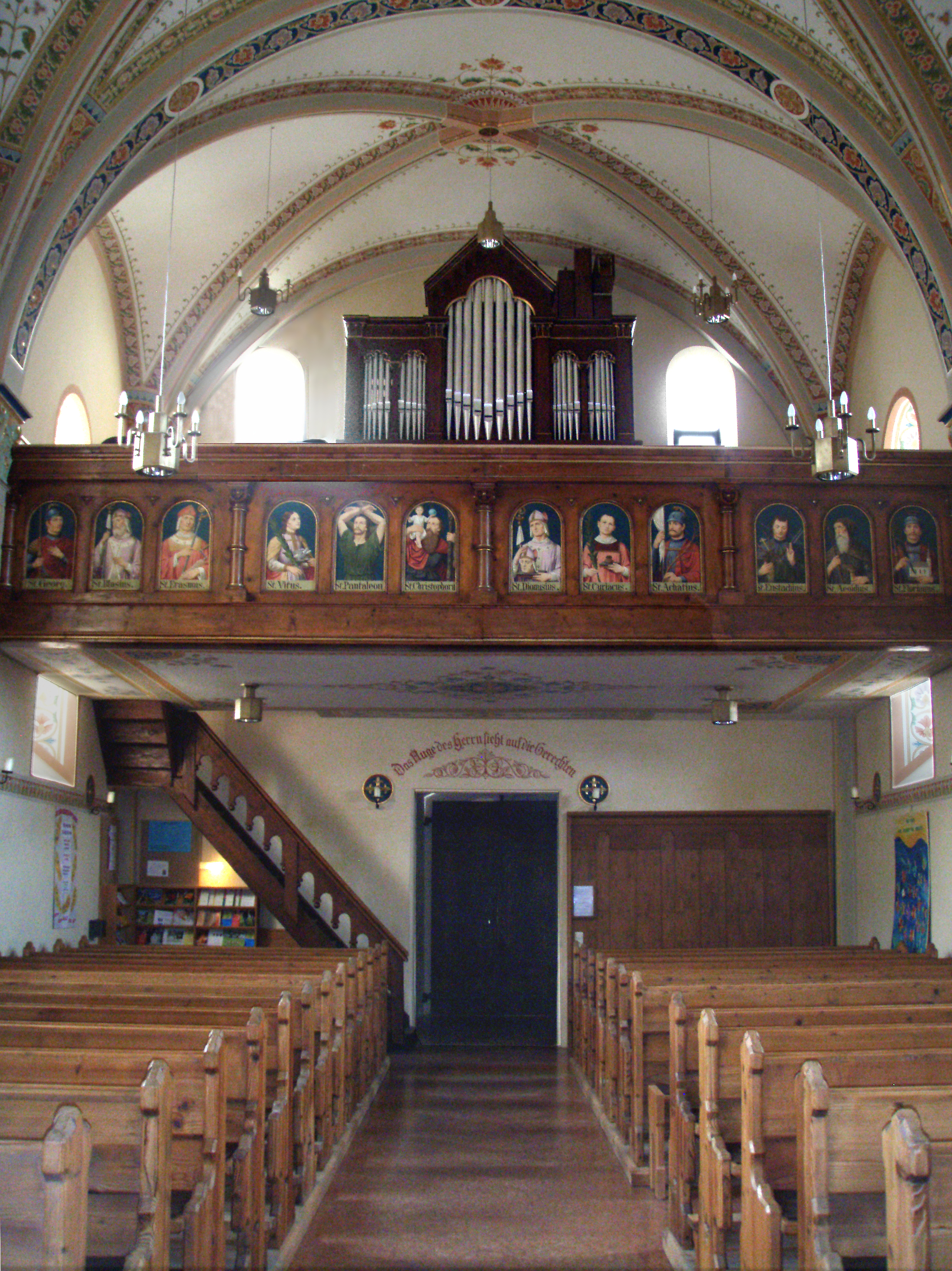
Blick auf die Empore mit der Mauracher-Orgel

Die Orgel wurde 1885 von dem Orgelbauer Albert Mauracher gebaut, sein Opus 4, und hat einen Prospekt im Stil der Neuromanik. Diese Orgel ersetzte ein 1841 von einem unbekannten Meister angefertigtes Instrument. Die Pfeifen des Prospekts wurden 1926 von der Orgelbau Cäcilia AG durch solche aus Zink ersetzt, da die alten während des Ersten Weltkrieges 1918 abgeliefert werden mussten.
Im Jahr 1953 wurde die Orgel fast vollständig umgebaut und erneuert. So wurden die Kegelladen erneuert, ein neuer Spieltisch mit pneumatischer Traktur eingebaut und die Disposition um das Register Quintatön erweitert. Laut einem am Spieltisch angebrachten Schild führte der Salzburger Orgelbauer Franz Mauracher diese Umbauten aus. Dieser war aber bereits 1949 verstorben, so dass die Arbeiten wahrscheinlich von dessen Sohn Hans Mauracher durchgeführt wurden.
Hermann Oettl setzte 1978 die Orgel erneut instand und baute wahrscheinlich auch neue Registerwippen ein. Eine weitere Sanierung erfolgte 2009 durch Christian Erler.
Die Orgel hat folgende Disposition.
| Manual C–g3 |    |
| Principal   | 8′ |
| Bordun      | 8′ |
| Quintatön   | 8′ |
| Salicional  | 8′ |
| Octav       | 4′ |
| Flöte       | 4′ |
| Mixtur      | 2′ |

| Pedal C–d1 |     |
| Subbass    | 16′ |

- Koppeln: Oktavkoppel, Pedalkoppel
- Spielhilfen: Feste Kombinationen: Plenum, Mezzoforte, Piano

## Glocken
Im Kirchturm hängen drei Glocken. Für das Jahr 1866 ist belegt, dass das Geläut bereits aus drei Glocken bestand, wobei die beiden älteren Glocken 1516 von Berthold Pürstinger, dem Chiemseer Bischof, geweiht worden waren. Die dritte dieser Glocken ist erhalten geblieben; sie wurde 1746 oder 1776 von Karl Wolfgang Gugg in Salzburg gegossen. Die zwei älteren Glocken mussten 1917 zu Kriegszwecken abgenommen werden. Sie wurden in der Zwischenkriegszeit ersetzt. Die neue große Glocke war 1924 von der Glockengießerei Grassmayr in Innsbruck gegossen worden und erinnerte als Jubiläumsglocke an das 300-jährige Jubiläum der Schaffung eines Vikariats in Kaprun. Die beiden neuen Glocken wurden aber während des Zweiten Weltkrieges eingeschmolzen. Als erneuten Ersatz goss die Glockengießerei Oberascher 1948 zwei neue Glocken. Für sie wurde vorsorglich ein Material gewählt, das sich nicht für die Produktion von Munition eignet. Die Gugg-Glocke ist die kleinste des Geläutes und dient vor allem als Totenglocke. Die größere der Oberascher-Glocken wird auch als Wetterglocke genutzt. Sie wird also bei heranziehendem Unwetter geläutet, um es dem Volksglauben nach zu zerstreuen oder den Schutz Gottes zu erbitten.
Das aktuelle Geläut umfasst folgende drei Glocken:
| Nr. | Gussjahr       | Gießer, Gussort                      | Durchmesser (cm, ca.) | Masse (kg, ca.) | Schlagton (HT-1⁄16) | Glockenzier                                                                  |
| --- | -------------- | ------------------------------------ | --------------------- | --------------- | ------------------- | ---------------------------------------------------------------------------- |
| 1   | 1948           | Glockengießerei Oberascher, Salzburg | -                     | 370             | -                   | -                                                                            |
| 2   | 1948           | Glockengießerei Oberascher, Salzburg | -                     | -               | -                   | Inschrift „MARGARETHA, BITTE FÜR UNS“ und Darstellung der heiligen Margareta |
| 3   | 1746 oder 1776 | Karl Wolfgang Gugg, Salzburg         | -                     | -               | -                   | -                                                                            |

## Pfarre
Die Pfarre Kaprun entstand 1862, nachdem die Kirche über Jahrhunderte eine Filiale der Mutterpfarre Piesendorf gewesen war. Insgesamt dienten von 1862 bis 2002 zehn Pfarrer in Kaprun. Seit 2002 hat die Pfarre aufgrund des Mangels an verfügbaren Priestern keinen eigenen Pfarrer mehr und wird von den Nachbarpfarren mitbetreut. Seit 1911 wird eine Pfarrchronik zur pfarrinternen Aufzeichnung von Ereignissen in der Pfarrgemeinde geführt. Johann Berschl, der Pfarrer während der NS-Zeit war, nutzte die Chronik auch zur Dokumentation der Lebenssituation in Kaprun. Sie stellt deshalb auch ein wichtiges Zeitzeugnis dar. Aufgrund seiner Gesinnung wurde über Berschl im Mai 1940 ein Predigtverbot verhängt, das er aber umging, indem er seine Predigten nicht mehr von der Kanzel, sondern vom Altar aus hielt. Die NS-Ideologie bezeichnete er in der Chronik auch als „Feindpropanganda“, die versuche, die Kinder vom Gottesdienst fernzuhalten. Da zwischen 1940 und 1945 Mitglieder der Hitlerjugend insgesamt 13-mal in die Burgkapelle eindrangen und sie verwüsteten, bezeichnete Berschl die Jugend als gott- und sittenlos. Von Berschl stammen auch Berichte über das Leiden der Zwangsarbeiter beim Bau des Tauernkraftwerkes.
Der Umfang des Pfarrgebietes deckt sich mit den Gemeindegrenzen von Kaprun. Zur Pfarre gehören neben der Pfarrkirche auch die spätestens 1562 erbaute Burgkapelle bei der Burg Kaprun, die 1953/54 von der Tauernkraftwerke AG am Rande ihrer Werksiedlung errichtete Barbarakapelle sowie die am 11. November 2004 geweihte Gedenkstätte an die Opfer der Brandkatastrophe der Gletscherbahn Kaprun 2.
Seit 2002 gehört die Pfarre Kaprun zu einem Pfarrverband, dem auch die Pfarren Niedernsill und Piesendorf sowie seit 2009 die Pfarre Uttendorf angehören.